# Etnopolis
Etnopolis, hrvatski glazbeni festival etno glazbe. Nastao je u organizaciji tvrtke Music Time u suradnji s Hrvatskim kulturnim domom na Sušaku. Sudjeluju vrhunski glazbenici koji u svojim izvedbama istovremeno prožimaju prošlost i budućnost. Spajaju izvorne tradicionalne melodije i suvremene glazbene aranžmane. Održava se u Hrvatskom kulturnom domu. Prvi će se održati 18. i 19. prosinca 2019. godine. Sudjelovat će Zorica Kondža, klapa Cambi, Mostar Sevdah Reunion. Bili su najavljeni i Bilja Krstić i Bistrik Orchestra, Vera Miloševska, Oliver Josifovski i Ljubojna.

## Vanjske poveznice
- Facebook Etnopolis // Mostar Sevdah Reunion / Klapa Cambi i Zorica Kondža